# Чёрный Поток (Береговский район)
Чёрный Поток (укр. Чорний Потік) — село в Вилокской поселковой общине Береговского района Закарпатской области Украины.
Население по переписи 2001 года составляло 1074 человека. Почтовый индекс — 90323. Телефонный код — 03143. Занимает площадь 2552 км². Код КОАТУУ — 2121281802.